# 紀元前310年
紀元前310年（きげんぜんさんびゃくじゅうねん）は、ローマ暦の年である。
当時は、「クィントゥス・ファビウス・マクシムス・ルッリアヌスとガイウス・マルキウス・ルティルスが共和政ローマ執政官に就任した年」として知られていた（もしくは、それほど使われてはいないが、ローマ建国紀元444年）。紀年法として西暦（キリスト紀元）がヨーロッパで広く普及した中世時代初期以降、この年は紀元前310年と表記されるのが一般的となった。

## 他の紀年法
- 干支 : 辛亥
- 日本
  - 皇紀351年
  - 孝安天皇83年
- 中国
  - 周 - 赧王5年
  - 秦 - 武王元年
  - 楚 - 懐王19年
  - 斉 - 宣王10年
  - 燕 - 昭王2年
  - 趙 - 武霊王16年
  - 魏 - 襄王9年
  - 韓 - 襄王2年
- 朝鮮
  - 檀紀2024年
- ベトナム :
- 仏滅紀元 : 235年
- ユダヤ暦 :

## できごと

### セレウコス朝
- アンティゴノス1世は将軍のニカノルに東から、息子のデメトリオス1世に西からバビロニアを攻めさせた。ニカノルは巨大な軍を集めたが、チグリス川でセレウコス1世に敗れた。デメトリオス1世の侵攻も失敗した。

### 小アジア
- プトレマイオス1世がアンティゴノス1世の領有するキリキアを攻撃した。
- Antigonia TroasとAntigonia（後のイズニク）の街がアンティゴノス1世により建設された。

### シチリア
- シラクサのアガトクレスがカルタゴによる包囲から脱出し、カルタゴの領土に戦線を移した。

### 共和政ローマ
- サムニウムがエトルリア人を扇動して共和政ローマとの協定を破棄させた。ウァディモ湖の戦いで、クィントゥス・ファビウス・マクシムス・ルリアヌスに率いられたローマ軍はエトルリア人を破った。

### イリュリア
- ケルト人の移住によって、アウタリアタエ族（en:Autariatae）が消えた。

### 中国
- 秦の武王は甘茂に命じて蜀の宰相の陳壮を殺害させた。
- 秦の武王と魏の襄王が臨晋で会合した。
- 趙の武霊王が呉広の娘の呉孟姚を后に迎えた。趙何（後の恵文王）が生まれた。

## 誕生
- アリスタルコス:古代ギリシャの天文学者、数学者。太陽中心説を唱えた。
- 恵文王:趙の王